# Prynowo
Prynowo (niem. Prinowen, 1938–1945 Primsdorf, 1945–1946 Nowiny) – wieś w Polsce położona w województwie warmińsko-mazurskim, w powiecie węgorzewskim, w gminie Węgorzewo.
W latach 1975–1998 miejscowość administracyjnie należała do województwa suwalskiego.

## Historia
Wieś założył wielki mistrz krzyżacki Paul Bellitzer von Russdorff w roku 1435. Nadał on 60 włók na prawie chełmińskim pięciu osiedleńcom, w tym Marcinowi i Tomaszowi synom Pietrasza. W roku 1540 w Prynowie mieszkały 22 rodziny: sołtys, 15 chłopów na prawie chełmińskim, 5 zagrodników i pastuch.
W roku 1710 we wsi na dżumę zmarło 117 osób. Prynowo było wsią królewską, która w roku 1858 miała obszar 60 włók.
Szkoła w Prynowie została założona w roku 1737. W szkole tej w roku 1852 było 93 uczniów. W roku 1935 była to szkoła dwuklasowa z 77 uczniami. Podczas akcji germanizacyjnej nazw miejscowych i fizjograficznych utrwalona historycznie nazwa niemiecka Prinowen została w 1938 r. zastąpiona przez administrację nazistowską sztuczną formą Primsdorf. Po II wojnie światowej szkołę podstawową w Prynowie uruchomiono w roku 1947. W roku szkolnym 1966/67 była tu szkoła ośmioklasowa.
W latach 1945–1972 Prynowo należało do Gromadzkiej Rady Narodowej w Węgorzewie. Prynowo od 1945 roku jest wsią sołecką. W roku 1972 do sołectwa w Prynowie należały wsie: Jeglak (niem. Tannental, nieistniejąca już osada), Prynowo i Prynówko (niem. Raulinshöfchen, obecnie w obrębie wsi Prynowo).
Liczba mieszkańców: w roku 1858 – 516 osób, w roku 1939 – 401 osób.
We wsi była stacja kolejowa Prynowo.